# Courtney Lindsey
Courtney Lindsey (Rock Island, 18 november 1998) is een Amerikaans sprinter.

## Biografie
Lindsey maakte zijn debuut in juli 2023 tijdens de Herculis Meeting, een wedstrijd in de Diamond League-reeks, in Monaco. Hij eindigde als zevende op de 100 meter.
Tijdens de wereldkampioenschappen van 2023 in Boedapest liep hij in de serie van de 200 m 20,22 s en miste daarmee met een honderdste van een seconde een plek in de finale, ten gunste van Joseph Fahnbulleh.
Op 20 april 2024 verbeterde Lindsey zijn persoonlijk record op de 200 m naar 19,71 s op grote hoogte tijdens de Kip Keino Classic in Nairobi, Kenia.
Het Amerikaanse team selecteerde hem voor de World Athletics Relays 2024, die in mei 2024 plaatsvonden in Nassau, Bahama's. Hij won hier zijn eerste internationale gouden medaille. Bij de Qatar Athletic Super Grand Prix in Doha werd Lindsey tweede op de 200 m.

## Titels
- NCAA-kampioen 100 m - 2023

## Persoonlijke records
Outdoor
| Onderdeel | Prestatie          | Datum         | Plaats  |
| --------- | ------------------ | ------------- | ------- |
| 100 m     | 09,89 s (+1,8 m/s) | 9 juni 2023   | Austin  |
| 200 m     | 19,71 s (-0,1 m/s) | 20 april 2024 | Nairobi |

Indoor
| Onderdeel | Prestatie | Datum            | Plaats  |
| --------- | --------- | ---------------- | ------- |
| 60 m      | 06,58 s   | 24 februari 2023 | Lubbock |
| 200 m     | 20,13 s   | 25 februari 2023 | Lubbock |

## Prestatieontwikkeling
| Jaar | 100 m   | 200 m   |
| ---- | ------- | ------- |
| 2018 | 10,44 s | 20,94 s |
| 2019 | 10,35 s | 20,37 s |
| 2020 |         | 20,77 s |
| 2021 | 10,15 s | 20,24 s |
| 2022 | 10,05 s | 20,15 s |
| 2023 | 9,89 s  | 19,85 s |
| 2024 | 10,28 s | 19,71 s |

## Palmares[1]

### 100 m
- 2023: 7e Herculis - 10,16 s
- 2023:  NCAA-kamp. - 9,89 s

### 200 m
- 2023: 7e in ½ fin. WK - 20,22 s
- 2024:  Qatar Athletic Super Grand Prix - 20,91 s

### 4 × 100 m
- 2024:  World Athletics Relays 2024 - 37,40 s